# 法薩
法薩（波斯語：‎，Fasā）是伊朗的城市，位於該國南部札格羅斯山脈東南部，由法爾斯省負責管轄，距離首府設拉子約120公里，海拔高度1,365米，2006年人口90,251，居民主要是波斯人。

## 名称
古名帕萨（Pasā），法萨（Fasā）是其阿拉伯化的名字。在《世界境域志》中即出现了数次帕萨。雅古特·哈迈维的《地理辞典》中称，“法萨……阿贾姆人（波斯人）自身称之为巴萨（Basā），其原意……是‘北风’”。

## 外部連結
- Islamic Azad University of Fasa
- Fasa University of Medical Sciences （页面存档备份，存于）
- Fasa Payam Noor University
- Fasa Institution (Centre) of High Education

1. ↑  王治来汉译本则翻作“帕沙”，如：. 由王治来翻译. 上海: 上海古籍出版社. 2010: 23. ISBN 978-7-5325-5658-8.
2. ↑  Yusofnezad, Minu; Lerner, Judith. . Encyclopaedia Iranica.   [8 March 2022]. （原始内容存档于2023-12-08）.